# Spear of Destiny
Spear of Destiny (также Wolfenstein 3D: Spear of Destiny) — компьютерная игра в жанре шутера от первого лица, приквел Wolfenstein 3D. Разработана id Software и выпущена в 1992 году компанией FormGen для операционной системы MS-DOS. В 1994 году FormGen разработала и издала второй и третий эпизоды игры. Также, как и в Wolfenstein 3D, главным героем Spear of Destiny выступает американский шпион Уильям «Би-Джей» Бласковиц, которому поручено вернуть легендарное Копьё Судьбы, похищенное нацистами  из Версальского дворца.

## Игровой процесс

Игровой процесс Spear of Destiny. На изображении видны обновлённые текстуры и спрайты, присутствующие в эпизодах Return to Danger и Ultimate Challenge.

Игровой процесс Spear of Destiny почти полностью аналогичен таковому в Wolfenstein 3D. Spear of Destiny является игрой в жанре шутер от первого лица, где игрок берёт на себя роль американского шпиона. Spear of Destiny разделена на три эпизода (миссии), каждый из которых состоит из 21 уровня (2 из которых являются секретными). В свою очередь, каждый уровень представляет собой лабиринт, состоящий из комнат и открытых областей, разделённых стенами и дверями. Кроме того, на каждом уровне есть потайные комнаты, где хранятся дополнительные предметы. Графически уровни Spear of Destiny выполнены в стиле нацистских бункеров и построек, и при этом в игре используется псевдотрёхмерность: уровни выполнены в трёхмерной перспективе, а враги и объекты представляют собой двумерные спрайты, нарисованные с нескольких заранее выбранных углов обзора.
Игроку противостоят вооружённые нацистские солдаты, мутанты и сторожевые собаки, которые атакуют главного героя, если тот попадает в их поле зрения. Помимо этого, некоторые виды противников реагируют на звуки выстрелов. В Spear of Destiny имеется возможность скрытного устранения врагов. В каждом пятом эпизоде происходит схватка с боссом — особенно сильным противником.
По ходу прохождения игрок может найти боеприпасы и оружие, которые либо лежат в различных местах на полу, либо забираются у убитых противников. В эпизоде Spear of Destiny из оружия доступны нож, пистолет, пистолет-пулемёт и многоствольный пулемёт. При этом в игре используется только один вид боеприпасов, подходящий для любого огнестрельного оружия.
Изначально игрок имеет 100 % очков здоровья, количество которых уменьшается в результате повреждений, наносимых противниками. Утраченное здоровье можно восстановить с помощью аптечек и еды. Если здоровье падает до 0 %, то главный герой умирает. Если ещё остаются «жизни», то игрок может начать проходить с того же уровня, но заново, и при этом теряется всё найденное оружие, кроме пистолета и оружия ближнего боя, а также все очки, заработанные за прохождение данного уровня. Если во время «смерти» нет «жизней», то прохождение эпизода заканчивается. Для того, чтобы закончить уровень, игрок должен добраться до лифта. В конце каждого уровня идёт подсчёт (в процентах) устранённых игроком противников, найденных драгоценностей и секретных областей, а в конце каждого эпизода — подсчёт очков.

## Сюжет
В эпизоде Spear of Destiny по приказу Адольфа Гитлера нацисты крадут из Версаля легендарный артефакт — Копьё Судьбы. Задача Уильяма «Би-Джея» Бласковица, главного героя игры, состоит в том, чтобы вернуть артефакт. Бласковиц проникает в нацистскую крепость, прорывается сквозь нацистов, в бою побеждает Транса Гроссе, Барнакла Вильгельма, Убермутанта и Рыцаря Смерти, боссов эпизода, а в конце встречается с главным боссом — Ангелом Смерти и возвращает Копьё.
В Return to Danger и The Ultimate Challenge нацисты вновь похитили Копьё Судьбы. В этих эпизодах Би-Джей встречается с новыми боссами: подводником Вилли, Доктором Кваркблитцом, Хансом «Топором» фон Шлиффеном, Роботом, в финальной схватке побеждает Воплощение Дьявола, призванное Гитлером, и дважды возвращает данный артефакт.

## Разработка и выпуск
Во время разработки Wolfenstein 3D Марк Рейн, который на тот момент являлся исполняющим обязанности президента id Software, продал компании FormGen проект розничной версии Wolfenstein 3D, вместо которой впоследствии решено было выпустить самостоятельный эпизод Spear of Destiny. Данный эпизод был разработан компанией id Software за 2 месяца и издан FormGen в розницу 18 сентября 1992 года. Два дополнительных эпизода к игре, Return to Danger и Ultimate Challenge были разработаны и выпущены FormGen в мае 1994 года. В данных эпизодах была изменена графическая составляющая: были заменены текстуры и спрайты врагов, предметов и оружия.
CD-версия, содержащая все три эпизода, вышла под названием Spear of Destiny Super CD Package, в конце 1994 года (в этот сборник вошёл также генератор случайных уровней). Steam-версия игры, выпущенная 3 августа 2007 года, также включает в себя все 3 эпизода. Исходный код Spear of Destiny был выложен в 1995 году. В октябре 2009 года, Wolfenstein 3D, ранее в том же году вышедшая на iOS, была дополнена эпизодом Spear of Destiny.